# Noviomagus Regnorum

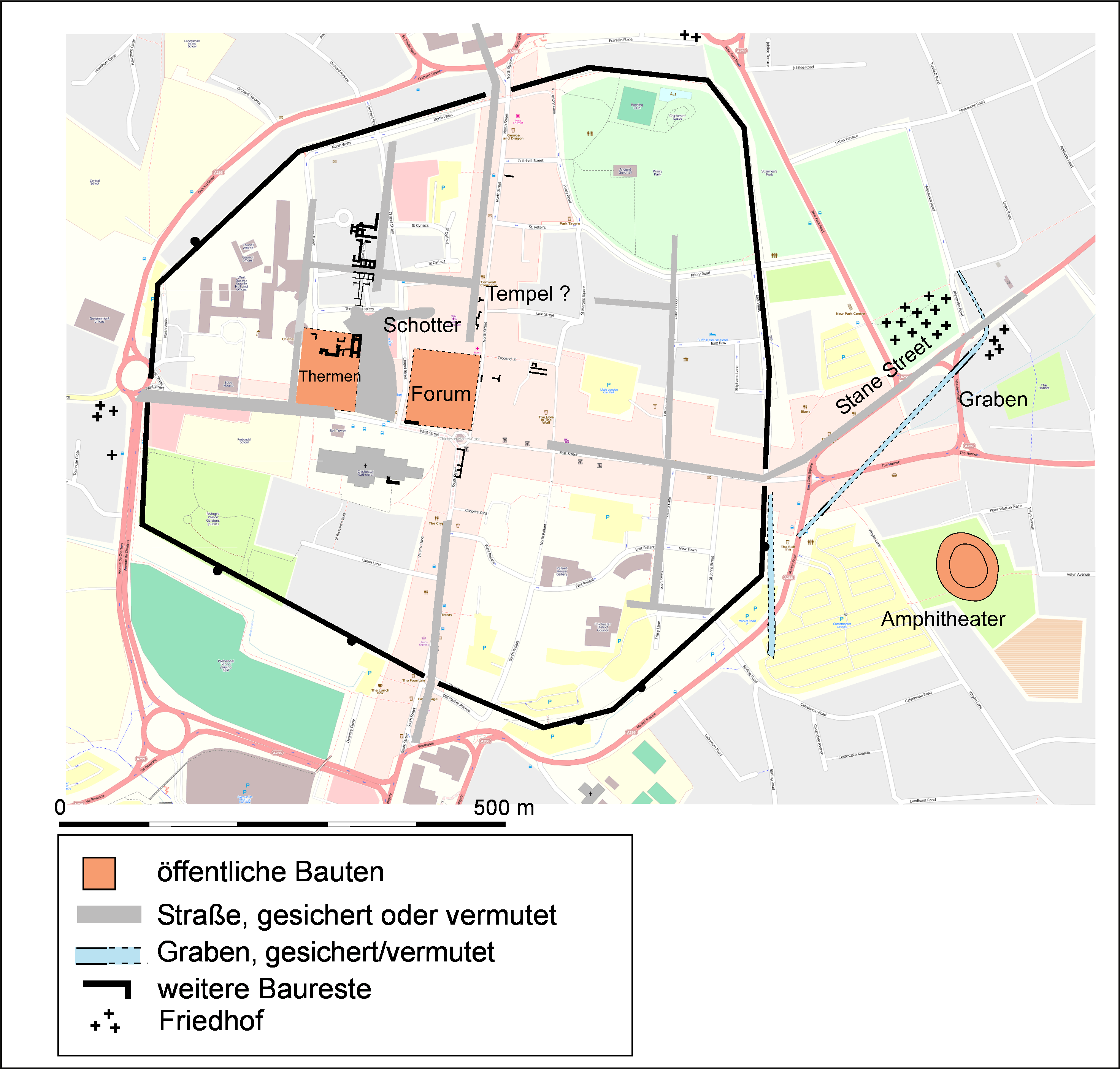
Archeologische kaart van Noviomagus Regnorum

Noviomagus regnorum (ook Noviomagus Reginorum) was een Romeinse stad in de provincie Britannia. Op de restanten van deze plaats zou later het huidige Chichester ontstaan. Noviomagus Regnorum was na de Romeinse invasie in 43 n.Chr. korte tijd een militair kamp. Daarna werd het de verblijfplaats van de Romeinse vazallenkoning Tiberius Claudius Cogidubnus.